# Psicoanàlisi relacional
La psicoanàlisi relacional és un corrent actual de psicoanàlisi que emfasitza la funció de les relacions reals i imaginàries amb els altres en la salut i el desordre mental i en la psicoteràpia. Amb grans diferències entre els seus representants, la psicoanàlisi relacional es caracteritza per un enfocament ambientalista, per disminuir l'asimetria entre la funció de terapeuta i pacient, i per remarcar la importància de la relació establerta en l'ací i ara de la sessió terapèutica, producte de la història i espontaneïtat de tots dos, des de la qual es comprenen els fenòmens que es produeixen així com l'evolució del tractament.

## Orígens i representants principals
La psicoanàlisi relacional s'inspira en la ciència cognitiva, la neuropsicologia i, sobretot, en la psicologia evolutiva. Aquest corrent pren importància a partir dels 1980 als Estats Units, amb autors com Stephen Mitchell, Lewis Aron, Jessica Benjamín, Owen Renik, Philip Bromberg, Daniel Stern i Robert Stolorow, entre d'altres, així com autors postkleinians o representants del «Grup Intermedi» britànic, entre els quals cal citar Thomas Ogden, Christopher Bollas o Patrick Casement. Els orígens se'n situen als anys 1940 i 1950, en la teoria de les relacions objectals britànica (Balint, Fairbairn, Winnicott) i la psicoanàlisi culturalista nord-americana (Sullivan, Fromm, Horney).

## Influències i aportacions teòriques
Les influències teòriques en la psicoanàlisi relacional són molt variades, com ara el constructivisme en psicologia evolutiva (Vigotski, Piaget) i en sociologia (Berger, Luckman, Bateson) i dins de la filosofia el perspectivisme (Nietzsche, Ortega), el pragmatisme (Georges Mead, Dewey, James, Rorty) i el postmodernisme (Heidegger, Wittgenstein, Foucault, Derrida).
El pensament relacional és anticartesià, doncs critica la divisió clàssica de les dues substàncies –pensament i matèria–, hereva de la separació teològica entre ànima i cos, i el consegüent privilegi dels fenòmens intrapsíquics amb què s'intenta explicar el procés de la malaltia com una cosa principalment interna. D'ací es dedueix certa proximitat a l'enfocament familiar sistèmic, en afirmar que el pacient no emmalalteix sol sinó en un determinat context familiar i social. Això també suposa la reactualització de la teoria traumàtica que utilitzava Freud en els seus primers treballs (la teoria de la seducció), i que intentà recuperar el seu col·laborador directe Sándor Ferenczi, durant tants anys silenciat (vegeu el concepte de «mare suficientment bona» aportat per Winnicott). De Ferenczi prové també la importància donada a l'empatia cap al pacient, destacada també anys després per Heinz Kohut.
Un fet rellevant en fou l'atenció creixent per la contratransferència des dels anys 1950 (Paula Heimann, Heinrich Racker) en assenyalar el fet que la neutralitat absoluta per part del terapeuta no és possible. La contratransferència és inevitable i s'ha de tenir en compte per a la bona marxa del procés terapèutic, al principi considerant-la producte de les dipositacions transferencials que el pacient fa en el terapeuta i que aquest ha de controlar per evitar conseqüències negatives; i en un segon moment es pensà a utilitzar-la per dirigir-ne el procés. A partir de la psicoanàlisi relacional es considera que fenòmens clàssics com la transferència, contratransferència i resistència (psicoanàlisi) són «cocreats» per terapeuta i pacient en la sessió terapèutica. Davant qualsevol d'aquests el terapeuta s'ha de plantejar en quina mesura ha pogut contribuir-hi, per les seues característiques pròpies i història personal.
Els principals conceptes nous aportats per la psicoanàlisi relacional són: enactment ('promulgació'), terceritat, inconscient procedimental, coneixement relacional implícit, cessió, autorevelació, etc.
Altres importants autors relacionals són Alejandro Ávila, Hugo Bleichmar, Nancy Chodorow, Joan Coderch, Jody Davies, Emmanuel Ghent, Irwin Z. Hoffman, Karen Maroda, Stuart Pizer, Ramón Riera, Jeremy Safran, Francesc Sáinz o Rosa Velasco.